# Straß (Maierhöfen)
Straß (westallgäuerisch: in Schdross dobə) ist ein Gemeindeteil der Gemeinde Maierhöfen im bayerisch-schwäbischen Landkreis Lindau (Bodensee).

## Geographie
Der Weiler liegt circa zwei Kilometer nordwestlich des Hauptorts Maierhöfen und zählt zur Region Westallgäu. Oftmals wird im Ort auch zwischen Ober- und Unterstraß unterschieden.

## Ortsname
Der Ortsname bedeutet (Siedlung an) einer Straße.

## Geschichte
Durch den heutigen Ort verlief wahrscheinlich einst eine Römerstraße. Straß wurde vermutlich erstmals im Jahr 1395 als zu Strass mit einer Kapelle urkundlich erwähnt. 1772 fand die Vereinödung des Orts mit sieben Teilnehmern statt.
Straß gehörte einst zum Gericht Grünenbach in der Herrschaft Bregenz. Später dann bis zum 1. Januar 1935 gehörte die Ortschaft der Gemeinde Gestratz an.